# Alexeï Evert
Alexeï Ermolaïevitch Evert (en russe : Алексе́й Ермола́евич Э́верт), né le 4 mars 1857 à Moscou et mort le 10 mai 1926 à Mojaïsk, est un général de l’armée impériale russe.

## Biographie
D’origine noble, il commence ses études au premier corps de cadets de Moscou (1874) et est diplômé de l’école militaire Alexandre (1876). Il sert dans le régiment de la Garde Volynski et participe à la guerre russo-turque de 1877-1878. En 1882, il sort de l’académie militaire de l’état-major général et sert d’abord dans l’état major de la région militaire de Moscou, plus tard dans celle de Varsovie.
Il prend part à la guerre russo-japonaise de 1904-1905 et reçoit, en 1906, une épée de Saint-Georges pour sa bravoure au combat. De 1906 à 1908, il dirige l'état-major général de l'armée impériale russe. En 1908, il commande le XIIIe corps d’armée et est promu général d’infanterie en 1911. À partir de 1912, il commande la région militaire d’Irkoutsk et les cosaques de Transbaïkalie. Le 11 août 1914, il prend brièvement le commandement de la Xe armée puis, le 22 août, celui de la IV russe.

### Première Guerre mondiale
Sous son commandement, la IV participe à la bataille de Lemberg et à celle de la Vistule. En août 1915, il devient commandant en chef des armées du front occidental et est promu, en décembre, adjudant-général et reçoit l’ordre de Saint-Georges de IIIe classe.
En 1916, après l’échec de l’offensive du lac Narotch, Evert participa à l’offensive Broussilov, mais n’offre qu’un faible soutien. Dans ses mémoires, Broussilov est très critique contre Evert, dont l'armée devait initialement porter l'effort offensif principal. Cependant, Evert a constamment différé l'attaque de son Front par peur de l'échec et de la perte consécutive de son commandement. Le Front de Broussilov, qui à l'origine devait être en soutien, s'est donc vu porter l'attaque principale avec un certain succès, mais avec un soutien insuffisant d'Evert, contraint à l'offensive, mais ayant réorienté son attaque sur une zone insuffisamment préparée.
Après la révolution de février 1917, Alexeï Evert est démis de ses fonctions et mis à la retraite.